# Bodil Joensen
Bodil Joensen (Hundige; 25 de septiembre de 1944 - Copenhague; 3 de enero de 1985) fue una actriz pornográfica danesa. Amante de los animales, dirigió una pequeña granja empresarial y un negocio de cría de animales, y obtuvo el estatus de celebridad gracias a sus muchas películas pornográficas en las que participó en actos sexuales con animales.
Icono y celebridad por un tiempo, con su propio negocio exitoso, no logró hacer la transición al cine cuando el ambiente del mercado cambió y se empobreció, dependió del alcohol, dejó de cuidar de sus animales y murió varios años después.

## Primeros años
Hija de una devota madre cristiana y de un padre militar ausente, Joensen creció en el suburbio de Copenhague de Hundige. Su madre a menudo abusaba físicamente de ella, a veces violentamente, y la azotaba. A la edad de 12 años, su madre sospechaba que había sido violada por un desconocido en una estación de tren. —su biografía danesa y su entrevista de los ochenta dicen que «sólo hablaron» o que ella fue «casi violada», pero su madre creía que en realidad había sido violada. Al regresar a casa para decirle a su madre, fue golpeada y culpada por el incidente. Buscando una manera de vengarse, le prometió a su madre que cuando creciera tendría sexo con cerdos, comentando en una entrevista que su madre estaba «tan sorprendida que pensó que yo estaba aliada al diablo». Recurriendo a los animales por afecto, su perro se convirtió en su mejor amigo, compañero y amante, y ella usó un medallón que contenía su foto por el resto de su vida.
Inicialmente, después de abandonar su hogar a los 15 años, Joensen encontró trabajo en una granja en una zona conservadora de Dinamarca. El propietario, el granjero Gunnar Nielsen, comentó: «Le apasionaban los animales». Añadió que ella estaba fascinada por la visión de la cría de animales, una actividad en la que dijo que encontraba «maravillosa» para ayudar. Más tarde se marchó para establecer su propia granja de cría, «Insemination Central», que se hizo popular por su habilidad para manejar animales agresivos como los cerdos, y luego fue arruinada por los chismes locales, propagados principalmente por las esposas de los agricultores que estaban infelices ante la posibilidad de que sus maridos trabajaran con una joven soltera en el negocio agrícola. Amigos, como Johan Kirk, comentaron que «nunca se le dio mucha oportunidad» por parte de estas personas. Más tarde comentó: «Nueve de cada diez hombres querían acostarse conmigo y sus esposas me odiaban».

## Carrera pornográfica
Iniciada en el contexto de un negocio fallido e intentos de mantenerse solvente para mantener su granja y su hogar, su carrera pornográfica comenzó a los 17 años cuando apareció en pornografía de tipo «fetiche ligero» antes de establecerse en el subgénero del bestialismo alrededor de los 25 años. Protagonizó varios largometrajes y cortometrajes para compañías como Color Climax Corporation y para el pornógrafo Ole Ege, en los que ella y otras actrices tuvieron sexo con varias especies animales. Entre 1969 y 1972 actuó con animales en más de 40 películas. La película A Summer's Day (1971) se estrenó en Estados Unidos como Animal Lover. Ella escribió una columna respondiendo a las cartas de los lectores en la revista SCREW.
En este género, Joensen llamó especialmente la atención en todo el mundo como la «chica jabalí», una reputación ganada por sus actuaciones en vivo con cerdos, así como su participación en películas rodadas con cerdos en su propio criadero. Las películas en las que apareció combinaban una peculiar mezcla de la imagen de «sociedad danesa contemporánea tolerante» y la nostalgia rústica escandinava. Su biografía danesa describe su vida doméstica: «La escena rabelesiana es más clásica que cualquier otra cosa, recordando la Edad Media, cuando la gente y sus animales vivían a menudo en la misma casa».
El premiado documental Bodil Joensen - en sommerdag juli 1970 (1970), de Shinkichi Tajiri, la muestra viviendo con sus animales en su granja durante esta época, incluyendo su cuidado, su afecto por ellos y su vida sexual, enteramente al compás de la Sexta Sinfonía (Pastoral) de Beethoven —una elección artística involuntaria que se hizo necesaria cuando las grabaciones originales de audio no estaban disponibles. En ese momento, vivía con «dos conejos, siete perros, una docena de cerdos, algunos gatos, un conejillo de indias, una yegua y un hermoso semental negro llamado Dreamlight». Su biógrafa danesa comentó más tarde que parecía una persona muy abierta y afectuosa, «muy a gusto con la naturaleza en casa», y que «cuando realiza su juego erótico con el perro o el caballo, no es sólo una curiosidad sexual, es un juego erótico con los animales que ama y que están dedicados a ella». Esta fue la sorprendente ganadora del Grand Prize of the Wet Dream Film Festival en Ámsterdam, del 26 al 29 de noviembre de 1970, donde se estrenó. Joensen inmediatamente se convirtió en una celebridad clandestina, y atrajo la atención de otros realizadores de documentales y turistas hacia su granja en crecimiento.

## Vida posterior y muerte
A principios de la década de 1970, Joensen había logrado alcanzar su sueño de vivir en su propia granja con su hija (nacida en 1972), así como con su compañero-pareja. El material de referencia sugiere varias formas de relación, que iban desde compañerismo hasta pareja. Algunos se refieren a Knud P. Andersen como un compañero, otros como una pareja, uno sugiere amistad platónica. El material de la fuente es ambiguo. En The Dark Side of Porn: The Real Animal Farm, Joensen es citada como diciendo «...me aburro cuando estoy sola, y él también, así que somos buena compañía el uno para el otro». Joensen ayudó a financiar la granja permitiendo a los turistas sexuales visitarla y hacer películas privadas con sus animales.
Los amigos comentan acerca de esa época que ella fue «fácilmente explotada por casi cualquier persona con una cámara» y que los visitantes «sólo querían pornografía, no les importaba conocerla». Los vecinos, una vez amigos, se volvieron oscuros y hostiles, obligándola a mudarse repetidamente. A medida que la industria de adultos danesa comenzó a buscar otros contenidos, Joensen no logró hacer la transición de la pornografía a otras películas, y su estabilidad financiera y su vida comenzó a desmoronarse. Después de 1972,[cita requerida] experimentó un fuerte deterioro, sufriendo cambios físicos y psicológicos muy obvios, incluyendo la depresión, primero trabajando como una chica de «show en vivo» y «juego de rol sexual». Para 1980, con pocos recursos económicos y una deuda en aumento, el único trabajo que pudo retener era una rutina agitada de espectáculos en vivo a pequeña escala la mayoría de las noches. Tajiri comentó, tristemente: «Aceptar el 'Grand Prix' en el primer Wet Dream Film Festival fue el peor error que cometimos con nuestra película, pero nos sentimos muy halagados por la respuesta en ese momento como para darnos cuenta».
Joensen comentó en una entrevista de 1980:

Las cosas se volvieron completamente locas cuando Spot murió. Comencé a tomar sedantes. Pero cuando alguien se refirió a ellos como 'lunáticos-inteligentes' los arrojé a la chimenea. En vez de eso empecé a beber y comer en exceso. Subí 30 kilos. No se ve bien en algo que iba cuesta abajo. Spot fue una verdadera pastor alemán que recibí de un hospital de animales hace 10 años. Había sido golpeada. Ella nunca se convirtió en nada más que una pequeña y débil perra. Nunca he podido hablar con otras chicas, siempre he estado con hombres. Spot era mi amiga. Ella entendía lo que yo decía, era feliz cuando yo era feliz, estaba triste cuando yo lo estaba. Cuando estábamos solas en la casa, sin luz ni calor, nos acostábamos juntas. Compartíamos una galleta y luego hablábamos hasta quedarnos dormidas. Spot es el único ser vivo que me ha amado por ser sólo yo. No esperaba recibir nada a cambio. Me tranquilizó cuando estuve enferma. He compartido muchas experiencias con Lassie y me gusta mucho, pero nunca será lo mismo que con Spot. Lassie me ha sido infiel. Es un perro de todas las chicas. Spot era mía, completamente mía. Por eso me sorprendí tanto cuando murió y empecé a beber y a engordarme enseguida. Vivo con mi hombre durante 10 años y mi hija de ocho años. Todavía me siento como el ser humano más solitario ahora que Spot está muerta. En aquellos días ganaba dinero fácil en un trabajo duro. Me caí y me caí. “¿Cuándo llegaré al fondo?” Me pregunto a veces.[cita requerida]

Su vida se desmoronó, Joensen pasó a depender del alcohol, y progresivamente se volvió menos capaz de cuidar de sus animales. En 1981, tras un cambio en las leyes de Dinamarca, fue allanada por negligencia animal «enfermiza», y fue a prisión por 30 días. Ninguno de sus animales sobrevivió finalmente, y Bodil no se recuperó después de la sacrificación. Con poco que perder, se dedicó a la prostitución callejera para mantenerse a sí misma, a su pareja (un alcohólico) y a su hija, aunque sus amigos comentaron que ya entonces no quería estar con gente así –todo lo que ella quería eran sus animales, como una vez lo había tenido. Recurriendo al intercambio de cualquier favor sexual por alcohol y tranquilizantes, ella declaró en su entrevista final que «en mi posición es difícil rechazar cualquier cosa, no importa cuán desagradable... para mí, seguir viva en el negocio del meretricio es un infierno».
Joensen dio su última entrevista en 1980 y murió en 1985. Muchos creían que se había suicidado. Sin embargo, el documental británico de abril de 2006 titulado The Dark Side of Porn: The Real Animal Farm (El lado oscuro del porno: La verdadera granja de animales) describió la producción de la famosa película subterránea conocida como Animal Farm a partir de extractos de sus muchas películas de bestialidad. En este documental, un amigo cercano de Joensen declaró que murió el 3 de enero de 1985 a causa de una cirrosis hepática. Tenía 40 años en el momento de su muerte.